# キャサリン・ホートン
キャサリン・ホートン（Katharine Houghton、1945年3月10日 - ）は、アメリカ合衆国の女優。
女優キャサリン・ヘプバーンの姪（妹マリオンの娘）。

## 出演作品
- 招かれざる客 Guess Who's Coming to Dinner (1967)
- ミスター・ノース/風をはこんだ男 Mr. North (1988)
- ビリー・バスゲイト Billy Bathgate (1991)
- 哀愁のメモワール Ethan Frome (1993)
- エアベンダー The Last Airbender (2010)
- ミスター・メルセデス Mr. Mercedes (2017) ※テレビシリーズ